# آدم لاكسالت
آدم لاكسالت (مواليد 31 أغسطس 1978) هو سياسي ومحامي أمريكي شغل منصب مدعي عام لولاية نيفادا في الفترة من 2015 حتى 2019.